# Seljalandsfoss
La Seljalandsfoss est une chute d'eau du sud de l'Islande mesurant 65 mètres de hauteur. Elle se trouve à proximité de la chute de la Skogafoss. Sa particularité est la possibilité de passer derrière ce qui offre un nouveau point de vue et la rend plus impressionnante. Au coucher de soleil, la lumière rend l'eau d'une couleur orangée se fondant ainsi à la roche derrière celle-ci.

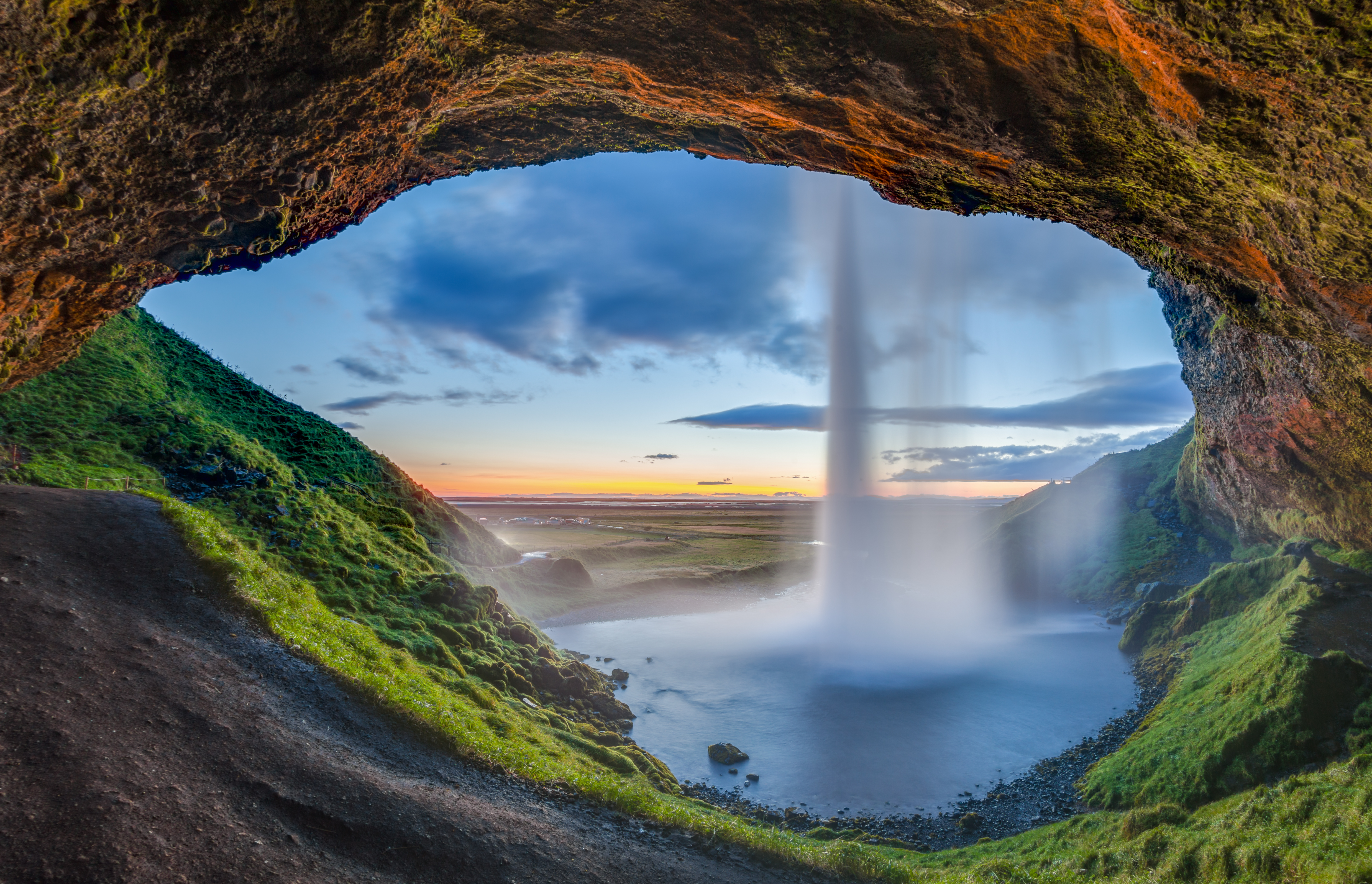
Cascade au coucher du Soleil.